# Soyuz TMA-14
Soyuz TMA-14 foi uma missão da Soyuz à Estação Espacial Internacional (ISS) sendo a 101.ª missão tripulada do programa Soyuz. O lançamento ocorreu em 26 de março de 2009 do Cosmódromo de Baikonur.

## Tripulação

### Decolagem
| Posição           | Tripulante      | Duração          | Pousou na    |
| ----------------- | --------------- | ---------------- | ------------ |
| Comandante        | Gennady Padalka | 198d 16h 42m 25s | Soyuz TMA-14 |
| Engenheiro de voo | Michael Barratt | 198d 16h 42m 25s | Soyuz TMA-14 |
| Turista espacial  | Charles Simonyi | 12d 19h 25m 52s  | Soyuz TMA-13 |

### Pouso
| Posição           | Tripulante      | Duração          | Lançou na    |
| ----------------- | --------------- | ---------------- | ------------ |
| Comandante        | Gennady Padalka | 198d 16h 42m 25s | Soyuz TMA-14 |
| Engenheiro de voo | Michael Barratt | 198d 16h 42m 25s | Soyuz TMA-14 |
| Turista espacial  | Guy Laliberté   | 10d 21h 16m 58s  | Soyuz TMA-16 |

## Parâmetros da Missão
- Massa: 7.250 kg
- Perigeu: 344 km
- Apogeu: 354 km
- Inclinação: 51,60°
- Período orbital: 91,50 minutos

## Missão
A nave levou os integrantes da Expedição 19 à ISS, o cosmonauta Gennady Padalka e o astronauta Michael Barratt, que comandou a missão de longa duração na estação espacial, além do empresário norte-americano Charles Simonyi, que com este voo tornou primeiro homem a viajar duas vezes ao espaço como turista espacial. A nave ficou acoplada à ISS durante toda a duração das expedições 19 e 20 para servir como veículo de escape de emergência.
A insígnia da missão Soyuz TMA-14, foi criada a partir de um concurso promovido pela Roscosmos, a agência espacial russa, entre crianças de diversos países que contam com agências espaciais, entre outubro e dezembro de 2008. Em 29 de dezembro, a russa Anna Chibiskova, de 12 anos, natural de Moscou, teve seu desenho escolhido e incorporado à insígnia oficial, derrotando uma norte-americana, uma cazaque e outra russa.